# Pereselennea, Kaharlîk
Pereselennea (în ucraineană Переселення) este o comună în raionul Kaharlîk, regiunea Kiev, Ucraina, formată numai din satul de reședință.

## Demografie
Componența lingvistică a comunei Pereselennea
     Ucraineană (96,82%)
     Rusă (2,21%)
     Alte limbi (0,84%)
Conform recensământului din 2001, majoritatea populației comunei Pereselennea era vorbitoare de ucraineană (96,82%), existând în minoritate și vorbitori de rusă (2,21%).